# Boophis lilianae
A Boophis lilianae a kétéltűek (Amphibia) osztályába, a békák (Anura) rendjébe és az aranybékafélék (Mantellidae) családjába tartozó faj. Nevét Liliane Raharivololoniaina tiszteletére kapta, aki az első két típuspéldányt befogta. 

## Előfordulása
A faj Madagaszkár endemikus faja. Fianarantsoa tartományban, Tolongoina környékén 900–1000 m-es magasságban honos. Természetes élőhelye szubtrópusi vagy trópusi párás síkvidéki erdők, mocsarak. 

## Megjelenése
Kis termetű békafaj. A típuspéldány hímjének hossza 18,3 mm, a nőstényé 20 mm volt. Háti bőre sima, elszórtan dudorokkal. Torka és melle sima. Hasi oldala durván szemcsézett.  krémszínű, sötétbarna foltokkal, rajta feltűnő dudorok láthatók. Nappali és éjszakai színe között határozott különbség figyelhető meg.